# John Spratt
John McKee Spratt, Jr., född 1 november 1942 i Charlotte, North Carolina, död 14 december 2024, var en amerikansk demokratisk politiker. Han representerade delstaten South Carolinas femte distrikt 1983–2011.
Spratt utexaminerades 1964 från Davidson College. Han fick sedan ett Marshallstipendium till Oxford och avlade där 1966 sin master. Han avlade 1969 juristexamen vid Yale Law School. Han tjänstgjorde 1969-1971 i USA:s armé och fick efter sin tjänst utmärkelsen Meritorious Service Medal. Han arbetade därefter som advokat i South Carolina.
Kongressledamoten Kenneth Lamar Holland kandiderade inte till omval i kongressvalet 1982. Spratt van valet och efterträdde Holland i representanthuset i januari 1983. Han var ordförande i representanthusets budgetutskott 2007–2011.